# Efraín Bú Girón
José Efraín Bu Girón (Santa Bárbara, 27 de febrero de 1924-Tegucigalpa, 1 de agosto de 2004) fue un político hondureño que ejerció los cargos de diputado y presidente del Congreso Nacional (1982-1986), participando además en las asambleas nacionales constituyentes de 1965 y 1981.

## Carrera
Fue diputado de la Asamblea Constituyente que redactó la constitución de 1965, y por mandato de la misma, diputado del Congreso Nacional para el periodo 1965-1971.
Fue presidente de la Asamblea Nacional Constituyente de 1981 y posteriormente presidente del Congreso Nacional de Honduras, desde enero de 1982 hasta enero de 1986. Durante su gestión se emitió la Ley de Fomento Industrial, el Código de Familia, reformas a la Ley del Servicio Militar Obligatorio y se derogaron los Códigos Penal, Civil y de Procedimientos, que llevaban más de 80 de ser implementados, para dar paso a una nueva y moderna codificación.
También logró que el Congreso desaprobara una moción de un grupo de diputados liberales que pretendía disolver la Legislatura para convertirla en Asamblea Constituyente, a fin de que absorbiera todos los poderes del Estado y ordenara al presidente de la República Suazo Córdova continuar en el poder. En esa sesión legislativa muchos diputados se fueron a los golpes, forcejaron entre sí y sacaron sus pistolas.
Participó como candidato presidencial por el Partido Liberal en las elecciones generales de 1985. Obtuvo el 3 % de los votos y su facción ganó 3 diputados al Congreso Nacional.
Por su trayectoria, el Congreso lo declaró diputado vitalicio en 1986.